# Droga krajowa B48 (Niemcy)
Droga krajowa 48 (niem. Bundesstraße 48, B 48) – niemiecka droga krajowa przebiegająca na osi północ południe od skrzyżowania z drogą B9 w Bingen am Rhein do skrzyżowania z drogą B38 na obwodnicy Bad Bergzabern w Nadrenii-Palatynacie.

## Miejscowości leżące przy B48
Bingen am Rhein, Münster-Sarmsheim, Laubenheim, Langenlonsheim, Bretzenheim, Bad Kreuznach, Bad Münsteram Stein-Ebernburg, Altenbamberg, Hochstätten, Alsenz, Oberndorf, Manweiler-Cölln, Bayerfeld-Steckweiler, Steingruben, Dielkirchen, Rockenhausen, Imsweiler, Schweisweiler, Winnweiler, Enkenbach-Alsenborn, Fischbach, Hochseyer, Johanniskreuz, Rinnthal, Annweiler am Trifels, Waldrohrbach, Waldhambach, Klingenmünster, Bad Bergzabern.

## Historia
W 1932 r. wyznaczona Reichsstraße 48 miała zaledwie 16 km i przebiegała pomiędzy Bingen am Rhein i Bad Kreuznach.